# Skånes Djurpark
Skånes Djurpark är en djurpark som ligger utanför Höör i mitten av Skåne. Djurparken är världens största djurpark med nordiska djur. Den håller endast vilda djurarter som lever eller har levt vilt i Norden, däribland vildsvin, älg, björn, gråsäl, lodjur, järv samt tama djur av gamla nordiska lantraser. Totalt har djurparken djur av cirka 70 olika arter. Årligen besöks den 100 hektar stora parken av omkring 200 000 besökare. Skånes djurpark är medlem i Svenska Djurparksföreningen och den europeiska djurparksföreningen EAZA.

## Historia
Grundtanken bakom Skånes djurpark var att det på ett stort naturområde i direkt anslutning till friluftsområdet Frostavallen skulle skapas en djurpark med enbart nordiska djurarter. En styrelse för den blivande djurparken tillsattes där Skånes båda landshövdingar blev ordförande respektive vice ordförande. I styrelsen satt också representanter för Skånes större företag och organisationer. Företagen tillsköt 100 000 kronor till en fond för inköp av mark.
År 1948 kunde stiftelsen inköpa den stora lantegendomen Väntinge på cirka 165 tunnland mark med tillhörande bondgård. Egendomen bestod av omväxlande natur vilket gav möjlighet att visa fram ett brett skånskt naturscenario med öppen mark såväl som skogsmark, bergspartier och vattenområden. För rovdjuren anlades i stället för burar inhägnade, öppna, större ytor. De klövbärande djuren fordrade mycket stora hagar på cirka 8–10 tunnland vardera. För att besökarna skulle kunna komma nära djuren skapades mindre förevisningshagar där djuren vistades under besökstid. Denna uppläggning innebar för sin tid ett helt nytänkande inom svensk djurparksskötsel.
Intresset hos allmänheten var redan från första året 1952 mycket stort. 52 000 besökare räknades då in för att snabbt öka till långt över hundratusen besökare. Eftersom samarbetet mellan djurparken och Frostavallens friluftcenter var stort blev djurparkens namn från början Frostavallens djurpark. Den första huvudingången förlades också mot friluftscentrat. Genom olika meningsskiljaktigheter förlade man senare huvudingången till motsatta sidan av parken och namnet ändrades till Skånes djurpark.
År 1980 startade i djurparken det stora forntidsprojektet "Forntid i nutid". Projektet, skapat av Lunds universitet, Malmö museum, skånska bildningsförbund och lärarhögskolan i Malmö, återskapade olika stenåldersmiljöer i full skala i deras naturliga betingelser. Detta mycket publikdragande projekt tvingades dock att upphöra efter ett par år då en ny ledning för djurparken inte ansåg att en sådan verksamhet passade i djurparken.
Efter att ha varit ett av Skånes stora besöksmål fram till början av 1980-talet var djurparken sedan under flera år hotad av ekonomiska problem. Sedan januari 2015 drivs Skånes Djurpark av norska Lund Gruppen. Sommaren 2016 introducerade djurparken Fåret Shaun Land, en 20 000 kvadratmeter stor temapark. Under början av 2025 tog Lund Gruppen även över ägandet av djurparken från stiftelsen. 

## Incidenter
Torsdagen 7 januari 2010 tog sig två unga varghannar ut från varghägnet, de hann döda en hjort och riva både får och rådjur innan personal lyckades få tillbaka dem in i hägnet. Två dagar senare lyckades samma två vargar återigen ta sig ut och dödades då av personalen. Samma dag tog sig ytterligare fyra vargar ut från hägnet och efter en utdragen jakt där minst en varg blev skadeskjuten, så dödades dessa också av personalen. Efter att det upptäckts att en av dessa fyra var flockens alfatik togs beslutet att resten av flocken som var kvar i hägnet också skulle dödas.
Kritik framfördes mot djurparken angående varghägnets säkerhet samt för beslutet att avliva resten av flocken som var kvar i hägnet.

## Säsongen
Skånes Djurparks säsong sträcker sig från tidig vår till sen höst. Säsongen startar med ett påskfirande och under våren är det babyboom bland många av djuren i parken. Under högsommaren öppnar vattenlandet och parken är fylld av aktiviteter. Säsongen avslutas med höstlovsaktiviteter och halloweenfirande.
Under utvalda kvällar i december öppnar djurparken upp igen för julfirande. Jul i Djurparken firades för första gången 2015.

## Aktiviteter
I Skånes Djurpark kan man följa med djurvårdarna på deras dagliga matningsexpeditioner till bland annat sälar, älgar och björnar.
Fåret Shaun Land är upplagd som en lantbruksmarknad med flera aktiviteter. Här kan besökare träffa TV- och filmgestalten Fåret Shaun, lära sig mer om bondgårdens djur och åka traktor på en 250 meter lång traktorbana.
I Skånes Djurpark finns det även en vattenlek med två vattenrutschkanor, lekplatser och picknickplatser, samt kiosker och restauranger.
Den 21 juni 2017 öppnade Skånes Djurpark en ny attraktion, Expedition Upp, som är en 350 meter lång äventyrsstig på hängbroar, som hänger på upp till 9 meters höjd, varifrån besökare kan uppleva djur och upptäcka naturen på ett nytt sätt.

## Camp Oak - tältby i Skånes Djurpark
Sommaren 2018 öppnade tältbyn Camp Oak i Skånes Djurpark. Camp Oak består av åtta familjetält med plats för upp till 6 personer och två större grupptält med plats för upp till 15 personer. Tältbyn ligger i skogen i Skånes Djurpark i höjd med Björnberget. Gäster som övernattar i vildmarken får förutom att övernatta i tipitält även uppleva djurupplevelser tillsammans med djurvårdare när övriga parken är stängd.

## Personal
Sedan det norska bolaget Lund Gruppen tog över driften av Skånes Djurpark har det satsats på säsongsanställda ungdomar som arbetar med djurparkens olika aktiviteter och restauranger. I parken finns även heltidsanställda, bland annat i form av djurskötare och managers.

## Media
Skånes Djurpark har medverkat i tv-serien Veterinärerna i Sjuan och på TV4 Play.